# العلاقات الألمانية الزيمبابوية
العلاقات الألمانية الزيمبابوية هي العلاقات الثنائية التي تجمع بين ألمانيا وزيمبابوي.

## مقارنة بين البلدين
هذه مقارنة عامة ومرجعية للدولتين:
| وجه المقارنة                                              | ألمانيا                                                                              | زيمبابوي |
| --------------------------------------------------------- | ------------------------------------------------------------------------------------ | --- |
| المساحة (كم2)                                             | 357.41 ألف                                                                           | 390.76 ألف |
| عدد السكان (نسمة)                                         | 81.29 مليون                                                                          | 16.53 مليون |
| الكثافة السكانية (ن./كم²)                                 | 227.44                                                                               | 42.3 |
| العاصمة                                                   | بون، برلين                                                                           | هراري |
| اللغة الرسمية                                             | اللغة الألمانية                                                                      | لغة إنجليزية، اللغة الشونا، النديبيلية الشمالية ‏، لغة الشيشيوا، Barwe ‏، Kalanga language ‏، Tshwa language ‏، النداو ‏، اللغة التسونجا، لغة الإشارة الزيمبابوية ‏، اللغة السوتية، تونغا ‏، اللغة التسوانية، اللغة الفيندية، اللغة الكوسية |
| العملة                                                    | يورو، مارك ألماني                                                                    | دولار أمريكي |
| الناتج المحلي الإجمالي (بليون دولار)                      | 3.68 تريليون                                                                         | 17.85 مليار |
| الناتج المحلي الإجمالي (تعادل القوة الشرائية) بليون دولار | 3.92 تريليون                                                                         | 27.88 مليار |
| الناتج المحلي الإجمالي الاسمي للفرد دولار أمريكي          | 41.31 ألف                                                                            | 924 |
| الناتج المحلي الإجمالي للفرد دولار أمريكي                 | 46.40 ألف                                                                            | 1.79 ألف |
| مؤشر التنمية البشرية                                      | 0.926                                                                                | 0.509 |
| رمز المكالمات الدولي                                      | +49                                                                                  | +263 |
| رمز الإنترنت                                              | .de                                                                                  | .zw |
| المنطقة الزمنية                                           | توقيت وسط أوروبا، ت ع م+01:00، ت ع م+02:00، توقيت أوروبا الوسطى المعياري (ت غ م +1) ‏ | ت ع م+02:00 |

## مدن متوأمة
في ما يلي قائمة باتفاقيات التوأمة بين مدن ألمانية وزيمبابوية:
- ترتبط ميونخ مع هراري باتفاقية توأمة منذ 28 أغسطس 1972.[18][19][20][21]
- ترتبط Kernen [الإنجليزية]‏ مع ماسفينغو باتفاقية توأمة.

## منظمات دولية مشتركة
يشترك البلدان في عضوية مجموعة من المنظمات الدولية، منها:
| علم المنظمة | اسم المنظمة                                                | تاريخ انضمام ألمانيا | تاريخ انضمام زيمبابوي |
| ----------- | ---------------------------------------------------------- | -------------------- | --------------------- |
|             | مؤسسة التمويل الدولية                                      | 20 يوليو 1956        | 29 سبتمبر 1980        |
|             | منظمة حظر الأسلحة الكيميائية                               | 29 أبريل 1997        | ?                     |
|             | يونسكو                                                     | 11 يوليو 1951        | 22 سبتمبر 1980        |
|             | البنك الإفريقي للتنمية                                     | ?                    | ?                     |
|             | الاتحاد الدولي للاتصالات                                   | 1866                 | 10 فبراير 1981        |
|             | الأمم المتحدة                                              | 18 سبتمبر 1973       | 25 أغسطس 1980         |
|             | منظمة الشرطة الجنائية الدولية                              | ?                    | ?                     |
|             | البنك الدولي للإنشاء والتعمير                              | 14 أغسطس 1952        | 29 سبتمبر 1980        |
|             | العملية المشتركة للاتحاد الأفريقي والأمم المتحدة في دارفور | ?                    | ?                     |
|             | الاتحاد البريدي العالمي                                    | 1 يوليو 1875         | ?                     |
|             | مؤسسة التنمية الدولية                                      | 24 سبتمبر 1960       | 29 سبتمبر 1980        |
|             | منظمة التجارة العالمية                                     | ?                    | ?                     |
|             | الفريق المعني برصد الأرض                                   | ?                    | ?                     |
|             | المركز الدولي لتسوية المنازعات الاستشارية                  | 18 مايو 1969         | 19 يونيو 1994         |
|             | وكالة ضمان الاستثمار متعدد الأطراف                         | 12 أبريل 1988        | 10 أبريل 1992         |

## أعلام
هذه قائمة لبعض الشخصيات التي تربطها علاقات بالبلدين:
- شيلي تومسون (لاعبة كرة قدم ألمانية، 8 فبراير 1984 – )

## وصلات خارجية
- موقع وزارة الخارجية الألمانية
- موقع وزارة الخارجية الزيمبابوية